# تكرار بولي
التبول المتكرر أو التكرار البولي أو التردد البولي أو التبوال (بالإنجليزية: Frequent urination)‏ هو الحاجة إلى التبول في كثير من الأحيان أكثر من المعتاد. ومدرات البول هي الأدوية التي من شأنها زيادة وتيرة البول. وتُعرف الحاجة للتبول المتكرر في الليل بالبوال الليلي، والسبب الأكثر شيوعا لتكرار التبول للنساء والأطفال هو التهاب المسالك البولية، بينما السبب الأكثر شيوعا لتكرار التبول في الرجال الأكبر سنا هو تضخم البروستاتا.
ويرتبط التبول المتكرر بشدة مع الحدوث المتكرر للإلحاح البولي، وهو الحاجة المفاجئة للتبول. كما يرتبط في كثير من الأحيان، وليس بالضرورة، بسلس البول والبوال (كبر الحجم الكلي للبول). ومع ذلك، لا يشتمل تكرار التبول في حالات أخرى سوى على كميات عادية من البول بشكل عام.

## التعريف
يختلف العدد الطبيعي لمرات التبول وفقًا لعمر الشخص، فيكون عدد المرات الطبيعي بالنسبة للأطفال الصغار من 8 إلى 14 مرة كل يوم، ويقل إلى 6 إلى 12 مرة في اليوم للأطفال الأكبر سنًا، وإلى 4 إلى 6 مرات يوميًا بين المراهقين.

## الأسباب
الأسباب الأكثر شيوعًا للتكرار البولي هي:
- متلازمة المثانة المؤلمة[6]
- عدوى الجهاز البولي[3][7]
- ضخامة البروستات
- التهاب الإحليل
- التهاب المهبل

ومن الأسباب الأقل شيوعا للتكرار البولي:
- شرب الكحوليات
- القلق
- سرطان المثانة
- الكافيين[8]
- الحمل[9]
- السكري
- الأدوية النفسية، مثل: كلوزابين
- العلاج بالإشعاع لمنطقة الحوض
- أمراض الدماغ أو الجهاز العصبي
- أورام الحوض[3]
- السكتة الدماغية
- حصوات الكلى[4]

## التشخيص
يتطلب تشخيص السبب الأساسي تقييما دقيقا وشاملاً.
ويجب معرفة التاريخ المفصل للمشكلة لتحديد ما هو طبيعي للمريض وما هو ليس كذلك، مع التسجيل اليومي لعدد مرات إفراغ المثانة، وحجم تناول السوائل ووقت تناولها.

## العلاج
يعتمد العلاج على السبب الأساسي.